# 左权钟鼓楼
左权钟鼓楼是一座清古建筑，位于山西省晋中市左权县县城辽阳镇大南街中部。
2003年1月15日，左权钟鼓楼公布为晋中市文物保护单位。